# Roma Maxima 2014
La 76e édition de la Roma Maxima a eu lieu le 9 mars 2014. La course fait partie du calendrier UCI Europe Tour 2014 en catégorie 1.1.

## Présentation

### Équipes
Classée en catégorie 1.1 de l'UCI Europe Tour, le Roma Maxima est par conséquent ouverte aux UCI ProTeams dans la limite de 50 % des équipes participantes, aux équipes continentales professionnelles, aux équipes continentales et aux équipes nationales.
L'organisateur RCS Sport a communiqué la liste des équipes invitées le 30 janvier 2014. Seize équipes participent à cette Roma Maxima - neuf ProTeams et sept équipes continentales professionnelles :
| UCI ProTeams     | UCI ProTeams | UCI ProTeams |
| Nom de l'équipe  | Pays         | Code         |
| ---------------- | ------------ | ------------ |
| AG2R La Mondiale | France       | ALM          |
| Astana           | Kazakhstan   | AST          |
| BMC Racing       | États-Unis   | BMC          |
| Cannondale       | Italie       | CAN          |
| Giant-Shimano    | Pays-Bas     | GIA          |
| Katusha          | Russie       | KAT          |
| Lampre-Merida    | Italie       | LAM          |
| Movistar         | Espagne      | MOV          |
| Sky              | Royaume-Uni  | SKY          |

| Équipes continentales professionnelles | Équipes continentales professionnelles | Équipes continentales professionnelles |
| Nom de l'équipe                        | Pays                                   | Code                                   |
| -------------------------------------- | -------------------------------------- | -------------------------------------- |
| Androni Giocattoli-Venezuela           | Italie                                 | AND                                    |
| Bardiani CSF                           | Italie                                 | BAR                                    |
| Colombia                               | Colombie                               | COL                                    |
| IAM                                    | Suisse                                 | IAM                                    |
| MTN-Qhubeka                            | Afrique du Sud                         | MTN                                    |
| UnitedHealthcare                       | États-Unis                             | UHC                                    |
| Yellow Fluo                            | Italie                                 | YEL                                    |

## Récit de la course
Le vainqueur de cette édition, l'Espagnol Alejandro Valverde s'est échappé lors de la dernière côte avec l'Italien Domenico Pozzovivo. Dans la dernière ligne droite, Pozzovivo, sachant que Valverde était plus rapide au sprint, a essayé de ralentir le rythme, pour son équipier et compatriote Davide Appollonio qui a réglé le peloton à seulement une seconde du vainqueur[réf. souhaitée].

## Classement final
|    | Coureur            | Pays      | Équipe                       |    | Temps           |
| -- | ------------------ | --------- | ---------------------------- | -- | --------------- |
| 1  | Alejandro Valverde | Espagne   | Movistar                     | en | 4 h 45 min 45 s |
| 2  | Davide Appollonio  | Italie    | AG2R La Mondiale             | +  | 1 s             |
| 3  | Sonny Colbrelli    | Italie    | Bardiani CSF                 |    | 1 s             |
| 4  | Antonio Parrinello | Italie    | Androni Giocattoli-Venezuela |    | 1 s             |
| 5  | Domenico Pozzovivo | Italie    | AG2R La Mondiale             |    | 1 s             |
| 6  | Alessandro Bazzana | Italie    | UnitedHealthcare             |    | 1 s             |
| 7  | Jarlinson Pantano  | Colombie  | Colombia                     |    | 1 s             |
| 8  | Philippe Gilbert   | Belgique  | BMC Racing                   |    | 1 s             |
| 9  | Simon Geschke      | Allemagne | Giant-Shimano                |    | 1 s             |
| 10 | Mauro Finetto      | Italie    | Yellow Fluo                  |    | 1 s             |

## Liste des participants
- Liste de départ complète

| Légende | Légende                                                                    | Légende | Légende                                                    |
| ------- | -------------------------------------------------------------------------- | ------- | ---------------------------------------------------------- |
| Num     | Dossard de départ porté par le coureur sur cette Roma Maxima               | Pos     | Position à l'arrivée de la course                          |
|         | Indique un maillot de champion national ou mondial, suivi de sa spécialité | NP      | Indique un coureur qui n'a pas pris le départ de la course |
| AB      | Indique un coureur qui n'a pas terminé la course                           | HD      | Indique un coureur qui a terminé la course hors des délais |

| AG2R La Mondiale ALM | AG2R La Mondiale ALM      | AG2R La Mondiale ALM |
| -------------------- | ------------------------- | -------------------- |
| Num                  | Coureur                   | Pos                  |
| 1                    | Domenico Pozzovivo (ITA)  | 5e                   |
| 2                    | Davide Appollonio (ITA)   | 2e                   |
| 3                    | Julien Bérard (FRA)       | 28e                  |
| 4                    | Guillaume Bonnafond (FRA) | 30e                  |
| 5                    | Hubert Dupont (FRA)       | 42e                  |
| 6                    | Ben Gastauer (LUX)        | 58e                  |
| 7                    | Matteo Montaguti (ITA)    | 46e                  |
| 8                    | Rinaldo Nocentini (ITA)   | 53e                  |

| Androni Giocattoli-Venezuela AND | Androni Giocattoli-Venezuela AND | Androni Giocattoli-Venezuela AND |
| -------------------------------- | -------------------------------- | -------------------------------- |
| Num                              | Coureur                          | Pos                              |
| 11                               | Franco Pellizotti (ITA)          | 38e                              |
| 12                               | Marco Bandiera (ITA)             | AB                               |
| 13                               | Manuel Belletti (ITA)            | AB                               |
| 14                               | Marco Frapporti (ITA)            | 62e                              |
| 15                               | Johnny Hoogerland (NED) (Route)  | AB                               |
| 16                               | Antonio Parrinello (ITA)         | 4e                               |
| 17                               | Diego Rosa (ITA)                 | 29e                              |
| 18                               | Andrea Zordan (ITA)              | 91e                              |

| Astana AST | Astana AST               | Astana AST |
| ---------- | ------------------------ | ---------- |
| Num        | Coureur                  | Pos        |
| 21         | Maxim Iglinskiy (KAZ)    | 73e        |
| 22         | Andriy Grivko (UKR)      | 57e        |
| 23         | Jacopo Guarnieri (ITA)   | AB         |
| 24         | Tanel Kangert (EST)      | 39e        |
| 25         | Fredrik Kessiakoff (SWE) | NP         |
| 26         | Alexey Lutsenko (KAZ)    | 17e        |
| 27         | Dmitriy Muravyev (KAZ)   | 71e        |
| 28         | Andrey Zeits (KAZ)       | 72e        |

| Bardiani CSF BAR | Bardiani CSF BAR                 | Bardiani CSF BAR |
| ---------------- | -------------------------------- | ---------------- |
| Num              | Coureur                          | Pos              |
| 31               | Enrico Barbin (ITA)              | 100e             |
| 32               | Enrico Battaglin (ITA)           | 18e              |
| 33               | Francesco Manuel Bongiorno (ITA) | 51e              |
| 34               | Sonny Colbrelli (ITA)            | 3e               |
| 35               | Stefano Locatelli (ITA)          | 86e              |
| 36               | Angelo Pagani (ITA)              | 78e              |
| 37               | Stefano Pirazzi (ITA)            | 44e              |
| 38               | Edoardo Zardini (ITA)            | 43e              |

| BMC Racing BMC | BMC Racing BMC          | BMC Racing BMC |
| -------------- | ----------------------- | -------------- |
| Num            | Coureur                 | Pos            |
| 41             | Philippe Gilbert (BEL)  | 8e             |
| 42             | Darwin Atapuma (COL)    | 56e            |
| 43             | Yannick Eijssen (BEL)   | 20e            |
| 44             | Ben Hermans (BEL)       | 49e            |
| 45             | Dominik Nerz (GER)      | 24e            |
| 46             | Manuel Quinziato (ITA)  | 68e            |
| 47             | Samuel Sánchez (ESP)    | 50e            |
| 48             | Lawrence Warbasse (USA) | 61e            |

| Cannondale CAN | Cannondale CAN             | Cannondale CAN |
| -------------- | -------------------------- | -------------- |
| Num            | Coureur                    | Pos            |
| 51             | Ivan Basso (ITA)           | 45e            |
| 52             | Alberto Bettiol (ITA)      | AB             |
| 53             | Matthias Krizek (AUT)      | 98e            |
| 54             | Paolo Longo Borghini (ITA) | 81e            |
| 55             |                            |                |
| 56             | Daniele Ratto (ITA)        | 16e            |
| 57             | Juraj Sagan (SVK)          | AB             |
| 58             | Cayetano Sarmiento (COL)   | 37e            |

| Colombia COL | Colombia COL               | Colombia COL |
| ------------ | -------------------------- | ------------ |
| Num          | Coureur                    | Pos          |
| 61           | Miguel Ángel Rubiano (COL) | 19e          |
| 62           | Edward Díaz (COL)          | 95e          |
| 63           | Fabio Duarte (COL)         | AB           |
| 64           | Jarlinson Pantano (COL)    | 7e           |
| 65           | Darwin Pantoja (COL)       | 99e          |
| 66           | Jonathan Paredes (COL)     | AB           |
| 67           |                            |              |
| 68           | Rodolfo Torres (COL)       | AB           |

| IAM | IAM                     | IAM |
| --- | ----------------------- | --- |
| Num | Coureur                 | Pos |
| 71  | Marcel Aregger (SUI)    | 69e |
| 72  | Matthias Brändle (AUT)  | 15e |
| 73  | Jonathan Fumeaux (SUI)  | 23e |
| 74  | Reto Hollenstein (SUI)  | 13e |
| 75  | Pirmin Lang (SUI)       | AB  |
| 76  | Patrick Schelling (SUI) | 26e |
| 77  | Johann Tschopp (SUI)    | 47e |
| 78  | Marcel Wyss (SUI)       | 27e |

| Lampre-Merida LAM | Lampre-Merida LAM         | Lampre-Merida LAM |
| ----------------- | ------------------------- | ----------------- |
| Num               | Coureur                   | Pos               |
| 81                | Filippo Pozzato (ITA)     | 12e               |
| 82                | Winner Anacona (COL)      | 34e               |
| 83                | Niccolò Bonifazio (ITA)   | AB                |
| 84                | Davide Cimolai (ITA)      | AB                |
| 85                | Luca Dodi (ITA)           | 85e               |
| 86                | Sacha Modolo (ITA)        | 92e               |
| 87                | Andrea Palini (ITA)       | AB                |
| 88                | Maximiliano Richeze (ARG) | AB                |

| Movistar MOV | Movistar MOV             | Movistar MOV |
| ------------ | ------------------------ | ------------ |
| Num          | Coureur                  | Pos          |
| 91           | Alejandro Valverde (ESP) | 1er          |
| 92           | Igor Antón (ESP)         | 33e          |
| 93           | Pablo Lastras (ESP)      | AB           |
| 94           | Dayer Quintana (COL)     | 93e          |
| 95           | Nairo Quintana (COL)     | 54e          |
| 96           | Enrique Sanz (ESP)       | AB           |
| 97           | Jasha Sütterlin (GER)    | AB           |
| 98           | Francisco Ventoso (ESP)  | 67e          |

| MTN-Qhubeka MTN | MTN-Qhubeka MTN            | MTN-Qhubeka MTN |
| --------------- | -------------------------- | --------------- |
| Num             | Coureur                    | Pos             |
| 101             | Kristian Sbaragli (ITA)    | 63e             |
| 102             | Jani Tewelde (ERI)         | NP              |
| 103             | Adrien Niyonshuti (RWA)    | 97e             |
| 104             | Sergio Pardilla (ESP)      | 25e             |
| 105             | Meron Russom (ERI)         | AB              |
| 106             | Songezo Jim (RSA)          | 101e            |
| 107             | Daniel Teklehaimanot (ERI) | 79e             |
| 108             | Dennis van Niekerk (RSA)   | 64e             |

| Giant-Shimano GIA | Giant-Shimano GIA         | Giant-Shimano GIA |
| ----------------- | ------------------------- | ----------------- |
| Num               | Coureur                   | Pos               |
| 111               | Warren Barguil (FRA)      | 48e               |
| 112               | Tom Dumoulin (NED)        | 40e               |
| 113               | Johannes Fröhlinger (GER) | 77e               |
| 114               | Simon Geschke (GER)       | 9e                |
| 115               | Tobias Ludvigsson (SWE)   | 41e               |
| 116               | Thomas Damuseau (FRA)     | 65e               |
| 117               | Georg Preidler (AUT)      | 21e               |
| 118               | Tom Stamsnijder (NED)     | 88e               |

| Katusha KAT | Katusha KAT             | Katusha KAT |
| ----------- | ----------------------- | ----------- |
| Num         | Coureur                 | Pos         |
| 121         | Alexandr Kolobnev (RUS) | 36e         |
| 122         | Maxim Belkov (RUS)      | 84e         |
| 123         | Vladimir Gusev (RUS)    | AB          |
| 124         | Dmitry Kozontchuk (RUS) | 90e         |
| 125         | Luca Paolini (ITA)      | 52e         |
| 126         | Rüdiger Selig (GER)     | 76e         |
| 127         | Ángel Vicioso (ESP)     | 11e         |
| 128         | Eduard Vorganov (RUS)   | 22e         |

| Sky SKY | Sky SKY                  | Sky SKY |
| ------- | ------------------------ | ------- |
| Num     | Coureur                  | Pos     |
| 131     | Dario Cataldo (ITA)      | 80e     |
| 132     | Ian Boswell (USA)        | 89e     |
| 133     | Nathan Earle (AUS)       | 82e     |
| 134     | Joshua Edmondson (GBR)   | 55e     |
| 135     | Salvatore Puccio (ITA)   | 32e     |
| 136     | Sergio Henao (COL)       | 35e     |
| 137     | Christopher Sutton (AUS) | 14e     |
| 138     | Ben Swift (GBR)          | 83e     |

| UnitedHealthcare UHC | UnitedHealthcare UHC     | UnitedHealthcare UHC |
| -------------------- | ------------------------ | -------------------- |
| Num                  | Coureur                  | Pos                  |
| 141                  | Alessandro Bazzana (ITA) | 6e                   |
| 142                  | Benjamin Day (USA)       | 70e                  |
| 143                  | Marc de Maar (NED)       | 60e                  |
| 144                  | Lucas Euser (USA)        | NP                   |
| 145                  | Davide Frattini (ITA)    | 96e                  |
| 146                  | Christopher Jones (USA)  | NP                   |
| 147                  | Martijn Maaskant (NED)   | AB                   |
| 148                  | Kiel Reijnen (USA)       | 94e                  |

| Yellow Fluo YEL | Yellow Fluo YEL        | Yellow Fluo YEL |
| --------------- | ---------------------- | --------------- |
| Num             | Coureur                | Pos             |
| 151             | Rafael Andriato (BRA)  | 59e             |
| 152             | Samuele Conti (ITA)    | 87e             |
| 153             | Francesco Failli (ITA) | 75e             |
| 154             | Andrea Fedi (ITA)      | AB              |
| 155             | Mauro Finetto (ITA)    | 10e             |
| 156             | Simone Ponzi (ITA)     | 66e             |
| 157             | Matteo Rabottini (ITA) | 31e             |
| 158             | Fabio Taborre (ITA)    | 74e             |